# Piotr Stachańczyk
Piotr Stachańczyk (ur. 13 września 1962 w Krakowie) – polski urzędnik państwowy i prawnik, podsekretarz stanu w Urzędzie Rady Ministrów (1992–1993), wiceminister spraw wewnętrznych i administracji (1998–2001, 2007–2011), prezes Urzędu do Spraw Repatriacji i Cudzoziemców (2001–2007),  wiceminister spraw wewnętrznych (2011–2015), konsul generalny w Charkowie (od 2020).

## Życiorys
Syn Jerzego. Ukończył w wyróżnieniem studia na Wydziale Prawa i Administracji Uniwersytetu Jagiellońskiego, w 1988 ukończył aplikację sędziowską. Uzyskał uprawnienia radcy prawnego.
Od 1985 do 1994 pracował jako asystent na Wydziale Prawa i Administracji UJ. W 1990 został głównym specjalistą w Ministerstwie Spraw Wewnętrznych, w tym samym roku objął stanowisko dyrektora gabinetu w tym resorcie. W latach 1991–1992 był wicedyrektorem Departamentu Społeczno-Administracyjnego MSW, następnie przez rok pełnił funkcję podsekretarza stanu w Urzędzie Rady Ministrów. Współtworzył koncepcję przekształcenia URM w Kancelarię Prezesa Rady Ministrów. W 1993 powrócił do MSW, obejmując stanowisko wicedyrektora Departamentu Spraw Obywatelskich.
W latach 1994–1998 pracował w Ministerstwie Spraw Zagranicznych: początkowo jako wicedyrektor, a od 1995 jako dyrektor Departamentu Konsularnego i Wychodźstwa. W 1998 kierował Departamentem Spraw Prawnych i Konsularnych MSZ. W okresie pracy w MSZ był m.in. negocjatorem umów dotyczących znoszenia obowiązku wizowego. Od 1998 do 2001 był podsekretarzem stanu w MSWiA. Wchodził w skład zespołu negocjującego akcesję Polski do UE, w ramach którego odpowiadał za obszar spraw wewnętrznych. W 2001 był pełnomocnikiem ds. organizacji Urzędu do Spraw Repatriacji i Cudzoziemców, a po jego utworzeniu objął funkcję prezesa tego urzędu, którą sprawował do sierpnia 2007. Współtworzył ustawy odnoszących się do problematyki migracji, repatriacji i obywatelstwa.
20 listopada 2007 został powołany na podsekretarza stanu w Ministerstwie Spraw Wewnętrznych i Administracji. 2 kwietnia 2009 mianowany przez prezesa Rady Ministrów na członka Rady Służby Cywilnej. Odpowiadał za przygotowanie i przeprowadzenie polskiej prezydencji w Radzie Unii Europejskiej w 2011 w obszarze dotyczącym spraw wewnętrznych. 25 listopada 2011 otrzymał nominację na stanowisko sekretarza stanu w Ministerstwie Spraw Wewnętrznych, powierzono mu nadzór nad polityką migracyjną państwa (w tym nad podległym mu komendantem głównym Straży Granicznej), sprawy z zakresu obywatelstwa i repatriacji, przygotowywanie aktów prawnych w MSW oraz nadzór nad Departamentem Unii Europejskiej i Współpracy Międzynarodowej MSW.
W październiku 2015 powrócił do pracy w dyplomacji – otrzymał nominację na stałego przedstawiciela RP przy Biurze Narodów Zjednoczonych w Genewie. Zakończył pełnienie tej funkcji w lipcu 2017. Następnie odpowiadał w MSZ za problematykę migracyjną i azylową. Był pełnomocnikiem ministra do spraw projektów finansowych z Funduszu Bezpieczeństwa Wewnętrznego. Od września 2020 konsul generalny RP w Charkowie.

## Życie prywatne
Żonaty, ojciec jednego dziecka. Włada biegle językiem angielskim, komunikatywnie językiem rosyjskim.

## Odznaczenia
- Złoty Krzyż Zasługi (1997)[4]
- Złota Odznaka „Zasłużony dla Służby Celnej” (2011)[13]
- Odznaka Honorowa za Zasługi dla Samorządu Terytorialnego (2015)[14]
- Odznaka Honorowa za Zasługi dla Legislacji (2015)[15]

## Wybrane publikacje
- Piotr Stachańczyk, Cudzoziemcy: praktyczny komentarz do ustawy o cudzoziemcach, tekst ustawy w wersjach angielskiej i rosyjskiej, inne akty prawne, Warszawa: Wydawnictwo Zrzeszenia Prawników Polskich. Centrum Informacji Prawno-Finansowej, 1998, ISBN 83-87218-65-0. Brak numerów stron w książce